# Corvette Daytona Prototype
La Corvette Daytona Prototype, ou Corvette DP, est un prototype de voiture de course du constructeur américain Chevrolet construit en partenariat avec Dallara, Coyote et Riley Technologies. Elle succède à la Chevrolet Corvette GTP (en) et est remplacée par la Cadillac DPi-V.R.
La voiture a participé aux compétitions automobiles américaines Grand-Am de 2012 à 2013 en tant que « Daytona prototype », puis en classe P (Prototype) du United SportsCar Championship de l'IMSA à partir de 2014.
Avec le passage à la compétition IMSA, la voiture a été confrontée à plusieurs mises à jour importantes pour concurrencer les voitures LMP2 de l'ALMS, avec notamment l'adoption de freins en carbone, un embrayage carbone, un grand diffuseur arrière (ne faisant pas partie des règles du Grand-Am), un aileron arrière à double éléments et d'autres améliorations dynamiques sur mesure.
La Corvette DP ressemble la Chevrolet Corvette C6 car elle reprend les calandres, phares et feux arrière de celle-ci. En 2015, elle subit un restylage pour ressembler à la Corvette C7.

## Écuries partenaires
- Wayne Taylor Racing
- GAINSCO/Bob Stallings Racing
- Spirit of Daytona Racing